# 中间逻辑
中介逻辑是在直觉主义逻辑和经典逻辑之间的中介，这是在它们包含在直觉主义逻辑中不可证明的定理，而又不等于的经典逻辑的意义上说的。这种逻辑也叫做超直觉主义或次经典逻辑。
有連續統的勢个不同的中介逻辑，通常是向直觉主义逻辑增加一个或多个公理而获得的。
这种逻辑的例子有：
- 直觉主义逻辑（IPC, Int, IL, H）
- 经典逻辑（CPC, Cl, CL）：IPC + P ∨ ¬P
- 弱排中律逻辑（KC, Jankov逻辑，德·摩根定律逻辑）: IPC + ¬¬P ∨ ¬P
- 哥德尔-Dummett逻辑（LC）：IPC + (P → Q) ∨ (Q → P)
- Kreisel-Putnam逻辑：IPC +(¬P →(Q ∨ R))→((¬P → Q) ∨ (¬P → R))
- Medvedev有限问题的逻辑
- 可实现性逻辑
- Scott逻辑：IPC + ((¬¬P → P) → (P ∨ ¬P)) →（¬¬P ∨ ¬P）
- Smetanich逻辑：IPC + (¬Q → P) →（（(P → Q) → P）→ P）

研究中介逻辑的工具类似于直觉主义逻辑所使用的，比如Kripke语义。例如，Gödel-Dummett逻辑相对于线序的Kripke模型完全。

## 语义
给定一个Heyting代数γ，在γ上有效的命题公式是中介逻辑。反过来说，给定一个中介逻辑可以构造出是  Heyting代数的它的Lindenbaum代数。
一个直觉主义Kripke框架F是偏序集合，而Kripke模型M是带有求值使得{\displaystyle \{x\mid M,x\Vdash p\}}是F的上闭子集的Kripke框架。在F中有效的命题公式的集合是在中介逻辑中有效的。给定一个中介逻辑Σ有可能构造一个Kripke模型M使得M的逻辑是Σ（这种构造叫做“典范模型”）。带有这个性质的Kripke框架可能不存在，但是一般框架总是有。

## 与模态逻辑的关系
设A是命题公式。A的“哥德尔-塔斯基翻译”递归定义如下：
- {\displaystyle T(p_{n})=\Box p_{n}}
- {\displaystyle T(\neg A)=\Box \neg T(A)}
- {\displaystyle T(A\land B)=T(A)\land T(B)}
- {\displaystyle T(A\vee B)=T(A)\vee T(B)}
- {\displaystyle T(A\to B)=\Box (T(A)\to T(B))}

如果Λ是S4的扩充则 ρΛ = {A | T(A) ∈ Λ}是中介逻辑，而Λ叫做ρΛ的“模态对应”。特别是：
- IPC = ρS4
- KC = ρS4.2
- LC = ρS4.3
- CPC = ρS5

对于所有中介逻辑Σ都有很多模态逻辑Λ使得Σ = ρΛ。

## 引用
- Toshio Umezawa. On logics intermediate between intuitionistic and classical predicate logic. Journal of Symbolic Logic, 24(2):141–153, June 1959.
- Alexander Chagrov, Michael Zakharyaschev. Modal Logic. Oxford University Press, 1997.